# تياجو سنترا
تياجو سنترا (5 يوليو 1989 بماتوسينهوس في البرتغال - ) هو لاعب كرة قدم برتغالي في مركز الهجوم. شارك مع منتخب البرتغال تحت 17 سنة لكرة القدم ومنتخب البرتغال تحت 18 سنة لكرة القدم ومنتخب البرتغال تحت 21 سنة لكرة القدم. أما مع النوادي، فقد لعب مع نادي بيرا مار ونادي ليتشويس ونادي ديبورتيفو داس أيفيس ونادي فريموند ‏ وAmarante F.C. ‏.

## وصلات خارجية
- تياجو سنترا على موقع قاعدة بيانات كرة القدم.إي يو (الإنجليزية)
- تياجو سنترا على موقع Soccerway.com (الإنجليزية)